# Ron Embleton
Ron Embleton (1930-1988) est un illustrateur et dessinateur de bandes dessinées britanniques dont la carrière s’est étalée sur quarante ans. À l’exception de Wulf the Briton aucune de ses bandes dessinées n’a été rééditée à ce jour. C’est pourquoi, il est davantage connu aujourd’hui comme illustrateur.

## Éléments biographiques
Né en 1930 à Londres, il envoie à 9 ans un dessin à la revue News of the World. Quelque temps plus tard un courrier parvient chez ses parents avec le commentaire suivant : « Faites-lui donner des cours ». C’est le peintre David Bomberg de la South East Essex Technical College and School of Art qui s’en charge. Ceci permet à son petit élève de gagner à 12 ans un concours national d’affiches publicitaires. Il débute véritablement sa carrière professionnelle à 17 ans en vendant un strip à Scion. Avec deux amis Terry Patrick et James Bleach, il crée un petit studio freelance où il dessine toujours pour Scion et sous le nom de Ron, Big Pirate, Big Eagle, Big Flame, Big Indian, etc.
En 1948 il part faire son service militaire en Malaisie, à l’époque protectorat britannique, où il restera deux ans. À l’époque le pays est secoué par une insurrection communiste qui durera 12 ans et fera plusieurs milliers de morts. Cette expérience lui servira plus tard pour donner davantage de crédibilité encore à ses dessins recherchant une précision historique ce qui lui vaudra d’illustrer dans les années 1970 bon nombre d’ouvrages historiques.
À son retour en Grande-Bretagne, il travaille pour de nombreuses revues. Chez Scion on le retrouve dans Gallant Western, Gallant Adventures, Gallant Detective, etc. chez Amalgamated Press pour Comic Cuts avec notamment Mohawk Trail et Forgotten City dès 1951. Il travaille également pour le concurrent direct DC Thomson et sa revue Hotspur pour laquelle il signe une bande située dans l’Antiquité, The Singing Sword.
Lors de son passage dans Mickey Mouse Weekly (1936-1957), il livre 3 œuvres majeures en noir et blanc : Rogers’ Rangers (1953), Strongbow the Mighty (1954-1957), Don o’ The Drums (1957).
Rogers’ Rangers et Don o’ the Drums sont situés durant la French and Indian War, autrement dit la partie spécifiquement nord-américaine de la Guerre de 7 ans. La série, comme la guerre, se termine par la prise de Québec. Quant à Strongbow the Mighty il s’agit d’une série médiévale dont le héros, comme Robin des Bois, est un redoutable archer.
Avec la perte des droits Disney, Oldham Press transfère ses séries hors univers Disney dans la revue Zip Comics. Mais Embleton ne suit pas et part chez Express Weekly pour lequel il réalise d’abord Wulf the Briton (1957-1960) puis diverses bandes historiques sur la Seconde Guerre Mondiale où son expérience militaire va lui être précieuse. Lorsque la revue devient TV Express, il dessine Biggles en 1960 dont certains épisodes ont été publiés en France en albums.
Il va également offrir Wrath of the Gods pour Boys' World en 1963 et Johnny Frog chez Eagle en 1964. Gerry Anderson, le célèbre créateur des Sentinelles de l’Air, repère son travail sur Stingray dans TV Century 21 et lui demande de travailler sur sa nouvelle création Captain Scarlet.
Enfin de 1973 à 1980, il collaborera pour Penthouse dans une série érotico-comique Oh Wicked Wanda ! puis dans une autre série scénarisée par Bob Guccione, Sweet Chastity.
Il meurt à 57 ans en 1988 d’une crise cardiaque.
Son frère, Gerry Embleton, est lui aussi dessinateur et travaille également dans le domaine du dessin historique.

## L’illustrateur
Wulf the Briton est la deuxième incursion d’Embleton dans le monde antique. Par rapport au Singing Sword son trait s’est davantage affirmé et surtout ses reproductions sont bien plus respectueuses de la réalité historique. Aussi lorsque Look and Learn, un quasi équivalent de Tout l’Univers voit le jour en 1962, il est appelé à rejoindre cette revue. Il y fera plus de 1.000 illustrations.
Des illustrations pour des contes, des adaptations de romans et de plus en plus des reproductions historiques.
En 1971 il quitte Look and Learn pour rejoindre World of Wonder, un journal au contenu équivalent.
Ces productions vont être remarquées par quelques éditeurs d’ouvrages historiques tels Osprey Publishing ou Frank Graham.
Il illustrera pour ces deux maisons une quinzaine de livres sur l’antiquité romaine dans la Bretagne de l’époque, sans compter d’autres productions historiques.

## Publications

### Illustrations historiques

#### Antiquité romano-britannique (classement par date de publication)
- The Roman Wall Reconstructed, - Charles Daniels (Newscastle upon Tyne, F. Graham, 1974  (ISBN 0-85983-056-X))
- Historical Northumberland, - Frank Graham (Newcastle upon Tyne, 1975  (ISBN 0-902833-42-1))
- What the Soldiers Wore on Hadrian's Wall, - H. Russell Robinson (Newcastle upon Tyne, F. Graham, 1976  (ISBN 0-85983-093-4))
- Housesteads in the Days of the Romans, - Frank Graham (Newcastle upon Tyne, F. Graham, 1978  (ISBN 0-85983-116-7))
- Chesters and Carrawburgh in the Days of the Romans, - Frank Graham (Newcastle unpon Tyne, F. Graham, 1979  (ISBN 0-85983-120-5))
- Legions of the North, - Michael Simkins (Oxford, Osprey, 1979  (ISBN 1-84176-129-X))
- The Roman Army from Hadrian to Constantine, - Michael Simkins (Oxford, Osprey, 1979  (ISBN 0-85045-333-X))
- The Armour of the Roman Legions, - H. Russell Robinson (Newcastle upon Tyne, F. Graham, 1980  (ISBN 0-85983-151-5))
- South Shields, Wallsend, Newcastle and Benwell in the Days of the Romans, - Frank Graham (Newcastle upon Tyne, F. Graham, 1980  (ISBN 0-85983-156-6))
- Roman Cook Book (Newcastle upon Tyne, F. Graham, 1981  (ISBN 0-85983-127-2)). Gill Embleton a également contribué aux illustrations
- The Stanegate, Corbridge, Vindolanda and Carvoran in the Days of the Romans, - Frank Graham (Newcastle upon Tyne, F. Graham, 1981  (ISBN 0-85983-181-7))
- Birdoswald, Bewcastle and Castleheads in the Days of the Romans, - Frank Graham (Newcastle upon Tyne, F. Graham, 1982  (ISBN 0-85983-137-X))
- Benwell to Chester in the Days of the Romans, - Frank Graham (Newcastle upon Tyne, F. Graham, 1982  (ISBN 0-85983-147-7))
- Hadrian's Wall in the Days of the Romans, - Frank Graham (Newcastle upon Tyne, F. Graham, 1984  (ISBN 0-85983-177-9))
- Hadrian's Wall Reconstructed (Butler, 1987  (ISBN 0-946928-14-2))
- Caesar's Legions. The Roman soldier 753BC to 117AD, - sous la direction de Nicholas V. Sekunda. (Oxford, Osprey, 2000  (ISBN 1-84176-044-7)). Avec d’autres illustrations de Richard Hook et Angus McBride.

### Illustrations de contes et histoires pour enfants

#### Collection Young World
- Slumber Tales, adapté par Shirley Dean -1968
- The Land of Tales, adapté par Edward Holmes -1969
- The Nightingale Book of Fairy Tales, adapté par Shirley Dean -1969)
- Time for Tales, adapté par Phylis Brown -1969
- Once Upon Another Time, being the latest adventures of your best loved fairytale folk, par Anne Webb -1970
- Know About Dogs, par Edward Holmes -1970
- Know About the World par Edward Holmes -1971
- Aladdin, and other fairy stories, par Anne Webb -1971
- Jack and the Beanstalk, and other fairy stories, par Anne Webb -1971
- Sleeping Beauty, and other fairy tales, par Anne Webb -1971
- Snow White, and other fairy tales, par Anne Webb -1971
- My Rhyme Book of Fairytale Land -1972

#### Chez Blackie
- The Ghost of Crumbling Castle, par Jane MacMichael -1972
- The Frog Prince and five other traditional tales, adapté par MacMichael -1973
- Snow-White and the Seven Dwarfs, adapté par Christian Willcox -1973

### Bande dessinée
- Ron Embleton's Wulf the Briton – Book Palace Books (2010)